# Meelick (comté de Mayo)
Ne doit pas être confondu avec Meelick (comté de Clare) ou Meelick (comté de Galway).

Meelick (en irlandais : Míleac) est un petit village à 5 km à l'ouest-sud-ouest de Swinford, dans le comté de Mayo, en Irlande.

## La tour ronde de Meelick

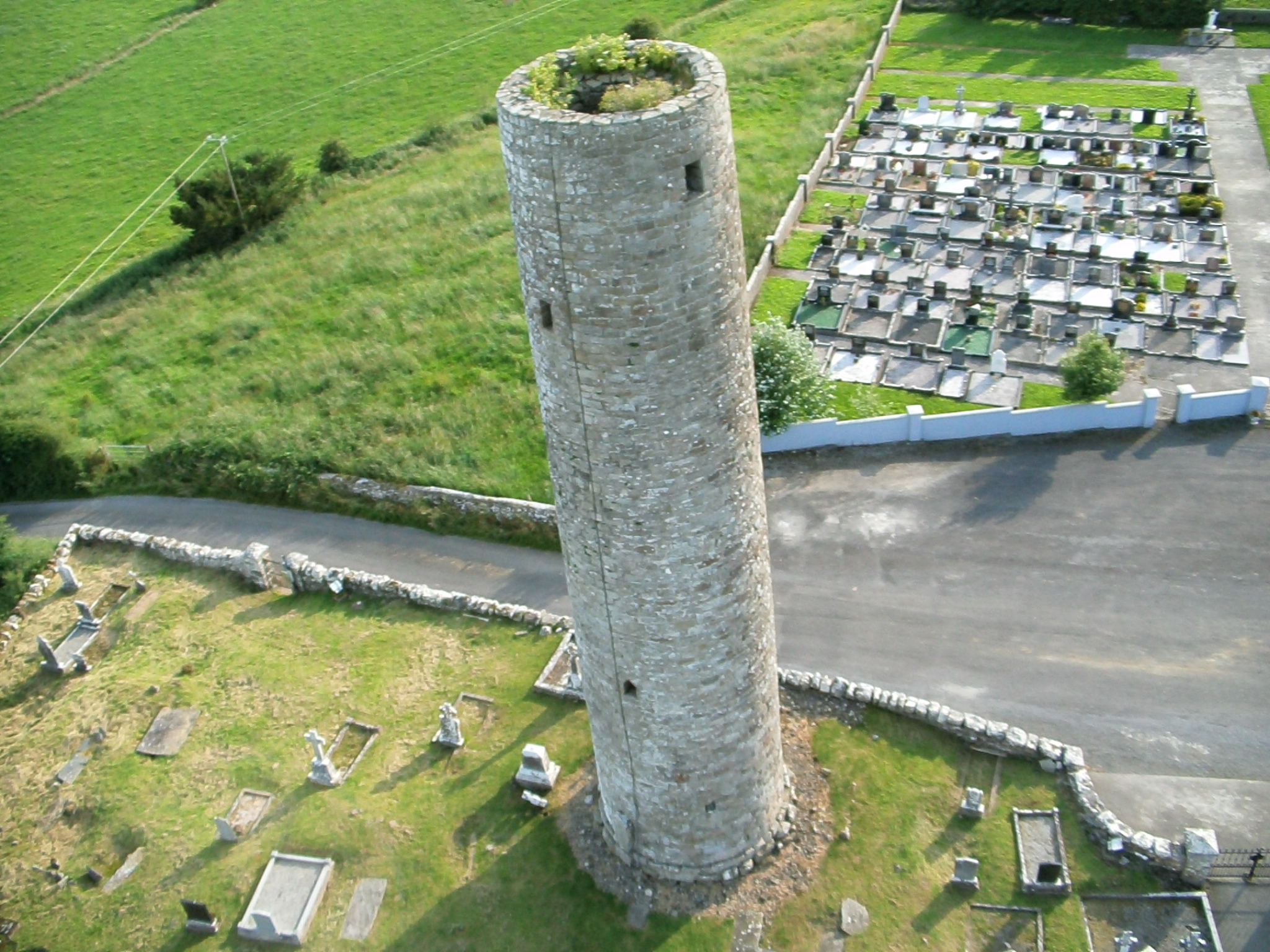
Vue du dessus.

Cette tour ronde de 21 mètres de haut, à côté du cimetière, est la seule structure survivante d'un monastère primitif. 
Restaurée en 1880, la tour est à sommet plat, ayant perdu son étage et sa calotte d'origine. On pense qu'elle a été construite entre 923 et 1013, sur le site d'une fondation ecclésiastique attribuée à Saint-Broccaidh.